# Master Juba

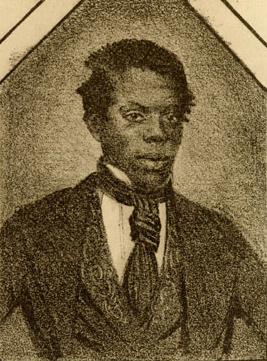
Retrato de Boz Juba de un folleto londinense de 1848.

Maestro Juba (ca. 1825 – ca. 1852 o 1853) fue un bailarín afroestadounidense activo en la década de 1840. Fue uno de los primeros intérpretes negros en los Estados Unidos en actuar ante audiencias blancas y el único en la época en realizar giras con un grupo blanco de minstrel. Su nombre real se cree fue William Henry Lane, y fue también conocido como "Boz Juba" según la descripción de Dickens en su American Notes.
Como adolescente, empezó su carrera en saloons y salas de baile del áspero barrio bajo de Five Points en Manhattan, pasando a los espectáculos de minstrel a mediados de los años 1840. "Master Juba" desafió frecuentemente y derrotó a los mejores bailarines blancos, incluyendo el favorito de la época, John Diamond. En el apogeo de su carrera estadounidense, el acto de Juba presentaba una secuencia en que imitaba una serie de bailarines famosos del momento y cerraba actuando en su propio estilo. Siendo un hombre negro, solo podía aparecer en los grupos de minstrel de bailarines blancos pintados que caricaturizaban el baile negro, empleando él mismo Blackface. Incluso con su éxito en Estados Unidos, el mayor triunfo lo encontró en Inglaterra.
En 1848 "Boz Juba" viajó a Londres con los Ethiopian Serenaders, un grupo de minstrel cuyos otros integrantes eran todos blancos. Boz Juba causó sensación en Gran Bretaña por su estilo de baile. Fue el favorito de la crítica y el artista sobre el que más se escribió en la temporada de 1848. No obstante, un elemento de explotación le siguió a través de las islas británicas, con escritores que le tratan como una simple exhibición. Artículos y críticas siguieron publicándose sobre él tanto en Inglaterra como Estados Unidos a lo largo de los años 1850. Sus críticos norteamericanos eran menos amables, y la estrella de Juba se apagó. Murió en 1852 o 1853, probablemente de agotamiento y desnutrición. Fue olvidado por los historiadores hasta que un artículo de 1947 por Marian Hannah Winter resucitó su historia.
Los documentos conservados sobre el estilo de Juba son un tanto confusos, pero algunos temas se repiten: era percusivo, variado en tempo, rápido, expresivo, y diferente a cualquier otra cosa vista antes. El baile probablemente incorporaba elementos de pasos folclóricos europeos, como las jigas irlandesas, y pasos africanos utilizados por los esclavos de las plantaciones, como el walkaround. Con anterioridad a Juba, el baile blackface ya era bastante fiel a la cultura negra, pero en cuanto los cómicos blackfaced y bailarines de minstrel adoptaron elementos de su estilo, se realzó esta autenticidad. Juba fue enormemente influyente en el desarrollo de posteriores estilos de baile estadounidense como el claqué, el jazz, y el steeping.

## Carrera y vida tempranas

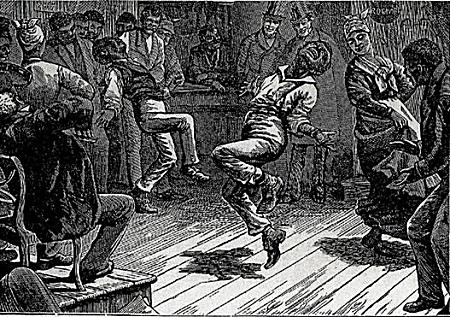
En 1842, Charles Dickens vio a un enérgico bailarín en Nueva York y escribió sobre él en sus American Notes, que publicó el mismo año. Este grabado es una ilustración del libro. Escritores posteriores identificaron al joven como Juba.

Apenas se conoce nada de la vida de Juba. Escasos detalles aparecen en las fuentes primarias, y las fuentes secundarias— la mayoría datadas años después de su muerte— son de dudosa validez. La historiadora de la danza Marian Hannah Winter propuso que Juba nació de padres libres en 1825 o poco más tarde. El showman Michael B. Leavitt escribió en 1912 que Juba procedía de Providence, Rhode Island, y el historiador del teatro T. Allston Brown da su nombre real como William Henry Lane. Según un artículo del 11 de agosto de 1895 del New York Herald, Juba vivía en el barrio de Five Points de Nueva York. Este era un barrio pobre donde inmigrantes irlandeses y personas negras libres vivían entre burdeles, salas de baile, y saloons donde las personas negras bailaban habitualmente. Las poblaciones irlandesas y negras convivían y tomaban prestados elementos folclóricos de la cultura del otro. Un área de intercambio era el baile, y la jiga irlandesa se mezcló con pasos tradicionales negros. En este entorno, Juba aprendió a bailar con sus compañeros callejeros, incluyendo "Tío" Jim Lowe, un bailarín negro de jigas que actuaba en locales de baja estofa. Al igual que ellos, Juba bailaba a cambio de comida y unas monedas a principios de los 1840. Winter especula que con aproximadamente quince años, Juba no tenía familia.
Las fuentes primarias muestran que Juba actuaba en competiciones de baile, espectáculos de minstrel, y teatros de variedades en los Estados Unidos nororientales a mediados de los 1840. El nombre artístico "Juba" probablemente deriva del baile juba, nombre procedente del África occidental giouba. "Jube" y "Juba" eran nombres comunes para esclavos en este periodo, especialmente aquellos que mostraban o se rumoreaba tenían talento para el baile y la música. La documentación es confusa debido a que había al menos dos bailarines negros que utilizaban el nombre Juba en este tiempo. Por ejemplo, en 1840 un hombre llamado Lewis Davis utilizaba el nombre "Maestro Juber" y se ganaba la vida "viajando a través de los estados, bailando danzas negras, extravaganzas, desgloses, etc". Fue arrestado por robo en Nueva York.

Una carta anónima de 1841 o principios de 1842 en el diario sensacionalista The Sunday Flash declara que Juba trabajaba para el showman P. T. Barnum. El escritor indica que Barnum dirigía al bailarín desde 1840, cuando disfrazó al chico como un intérprete blanco de minstrel— aplicándole blackface- presentándole en el Vauxhall Gardens. En 1841, la carta alega, Barnum fue tan lejos como para presentarlo en lugar de John Diamond, un irlandés que era el bailarín de minstrel más famoso de la época. La carta acusa a Barnum de introducir a Juba-Diamond en competiciones de baile amañadas contra otros bailarines:
"El chico es de quince o dieciséis años de edad; su nombre es "Juba;" y para hacerle justicia, es un bailarín muy justo. Es de disposición y talante inofensivos, y no es, sinceramente creo, consciente de la mezquindad y audacia del estafador del cual es actualmente partido. En cuanto a las apuestas que se emiten diariamente, son como todo el resto de su negocio— toda una trampa. Nunca se apuesta ni un dólar, y los pretendidos jueces que ayudan en la farsa, son meros charlatanes."
El escritor Thomas Low Nichols confirma partes de la historia en un libro de historia social de 1864. Declara que en 1841 Diamond dejó su trabajo como bailarín empleado por Barnum y fue reemplazado por "un genuino negro", que Barnum anunció como "el bailarín negro campeón del mundo". El bailarín negro habría debutado en la primavera de 1841. Nichols nunca lo identificó como Juba, pero los escritores posteriores concluyeron que se trataba de él. El historiador Eric Lott ha identificado la ironía de este arreglo: un hombre negro que imita un hombre blanco que imita un hombre negro.
A principios de los 1840, Juba inició una serie de competiciones de baile definidas como retos. Se enfrentó a su rival blanco John Diamond, que era presentado como que "delineaba el carácter etiópico superior a cualquier otra persona blanca". Las fuentes discrepan sobre la fecha de su primer concurso; puede haber ocurrido mientras Diamond aún trabajaba para Barnum o un año o dos más tarde. Este anuncio del 8 de julio de 1844, en el New York Herald es típico de la publicidad que generaron:
GRAN CONCURSO PÚBLICO
"Entre los dos bailarines más renombrados en el mundo, el original JOHN DIAMOND y el chico de color JUBA, por una apuesta de $200, el LUNES 8 de julio al ANOCHECER en el BOWERY ANPHITEATRE, edificio el cual ha sido expresamente contratado por el propietario, Señor Smith, para esa noche solo, cuando sus alojamientos proporcionarán toda una justa vista de cada paso de estos bailarines maravillosos. La fama de estos dos celebrados bailarines ya se ha extendido por toda la Unión, y los numerosos amigos de cada uno reclaman el Campeonato para su favorito, y han deseado ansiosamente un desafío público entre ellos y por lo tanto conocer de quién es el título de Bailarín Campeón del Mundo. Ha llegado el momento de la decisión, cuando los amigos de Juba han desafiado al mundo a superarle en el arte por $100. Los amigos de Diamond han aceptado el reto, y el lunes al anochecer bailarán tres jigas, dos carretes, y el Camptown Hornpipe. Cinco jueces han sido seleccionados por su habilidad y conocimiento del Arte, de modo que una decisión justa será hecha.

Regla— Cada bailarín seleccionará su propio violín y la victoria será decidida por el mejor tiempo y el número más grande de pasos."
 El historiador James W. Cook ha sugerido que Juba y Diamond pueden haber organizado su primera competición como forma de publicidad mutua. Las reclamaciones de superioridad negra sobre un aclamado rival blanco fueron ignoradas en el clima de segregación racial y supremacía blanca que impregnaba Nueva York y el país en general en los años 1840.
Los retos de baile normalmente empleaban tres jueces. Uno sentado en el escenario contaba el tiempo, otro sentado en o cerca del foso de la orquesta juzgaba el estilo, y el tercero en el patio de butacas ante el escenario observaba la ejecución. Después del baile, comparaban notas y escogían el ganador. Miembros de la audiencia y amigos de los competidores apostaban por el resultado y podían nombrar al ganador por aclamación popular en el caso de que los jueces no pudieran tomar una decisión. Según una referencia sin datar de Leavitt, Juba perdió un reto, en el Boylston Gardens en Boston, pero los registros muestran que venció a Diamond en todas las otras competiciones. Un recorte sin fecha de la Harvard Theatre Collection, escrito por un seguidor de minstrelsy, describe la única competición de baile en que Diamond ganó: "Uno de los violinistas tocó un carrete para él [Juba], y él barajó, y giró, y anduvo alrededor, y bailó durante una hora y quince minutos por el reloj." Luego Juba dio un fuerte golpe con su pie izquierdo cuando la multitud aplaudió y consiguió un trago en la barra. Diamond fue después y trató de actuar fresco pero resuelto. Sabía que podía desagradar a Barnum por perder y su carrera estaba en juego: había otra cosa sobre por qué Diamond quería ganar este reto de danza. No era solo un caso del Barnum Museum contra la casa de baile de Pete Williams, sino un caso de blanco contra negro. Así que Jack Diamond bailó con energía redoblada— primero, por su sitio, después, por su color." Venció a Juba y "saltó, saltó y saltó, un grito y una vuelta". Un hombre negro gritó, " es un hombre blanco, seguro ... Pero tiene un nigger en su tacón." Los dos tuvieron su enfrentamiento más famoso en Nueva York en 1844, donde Juba venció a Diamond por $500. Juba después viajó a Boston, anunciado como el "Rey de todos los Bailarines", y bailó durante dos semanas, con competiciones contra Frank Diamond (sin ninguna relación con John).

En 1842, el escritor inglés Charles Dickens visitó Five Points en Nueva York. Fue por la época de los retos de danza, y Dickens posiblemente oyó los rumores de que Barnum tenía un chico negro disfrazado como un intérprete blanco de minstrel. Allí el escritor presenció la movida actuación de "un animado joven negro" en el Almack's, una taberna y burdel en 67 Orange Street en la infame Mulberry Bend. El 11 de noviembre de 1842, la edición del New York Herald identificó al bailarín como Juba. Dickens escribió en sus American Notes,
"El corpulento violinista negro, y su amigo que toca la pandereta, destacan en la pequeña orquesta en la que se sientan, y tocan una melodía animada. Cinco o seis parejas caen al piso, organizadas por un animado joven negro, quién es el genio de la asamblea, y el bailarín más grande conocido. Nunca deja de hacer caras extrañas, y es la delicia de todos los demás, que sonríen de oreja a oreja sin cesar ...
... Pero el baile comienza. Cada caballero baila tanto como le gusta a la dama opuesta, y la señora opuesta a él, y todos son tan extensos que el deporte empieza a languidecer, cuando de repente el héroe animado acude al rescate. Instantáneamente el violinista sonríe, y se aplica con uñas y dientes; hay energía nueva en la pandereta; risas nuevas en los bailarines; sonrisas nuevas en la casera; confianza nueva en el dueño; nuevo brillo en las velas.

Solo mezcla, doble mezcla, corte y cruz; chasqueando los dedos, virando sus ojos, girando sus rodillas, presentando la espalda con sus piernas delante, girando sobre sus dedos y tacones como el hombre de la pandereta; danza con dos piernas izquierdas, dos piernas derechas, dos piernas de madera, dos piernas de alambre, dos piernas de resorte— todas las clases de piernas y sin piernas— qué es esto para él? Y en el paseo de la vida, o baile de la vida, el hombre consigue un aplauso tan estimulante como truenos a su alrededor, cuando, habiendo bailado con su compañera, y él también, acaba por saltar gloriosamente a la barra, y pidiendo algo para beber, con la risa de un millón de falsificados Jim Crow, en un sonido inimitable!"
Juba pudo haber aprovechado la publicidad gratuita dada por Dickens cuando hizo el salto al escenario. Un extracto sin fecha del New York Herald describe la aparición de Juba con un grupo de minstrel en el salón de baile de Pete Williams en Orange Street:
"... caminó a través del largo pasillo y entró en la sala de baile, después de pagar su chelín al oscuro portero, cuya "taquilla" era una sencilla caja de jabón , o una de madera por el estilo, vio este fenómeno, "Juba," imitar a todos los bailarines del momento y sus pasos especiales. Entonces Bob Ellingham, el interlocutor y maestro de ceremonias, dijo, "Ahora, Maestro Juba, muestre su propia jiga." Con lo cual el pasó por todos sus propios pasos y especialidades, sin parecerse a ninguna de las que acababa de imitar."
En esta actuación, Juba imitaba a los intérpretes blancos de minstrel Richard Pelham, Frank Brower, John Daniels, John Smith, James Sanford, Frank Diamond, y John Diamond. La idea de que Juba podía "imitar" a sus rivales indica, según Lott, "que la consecuencia fundamental del minstrelsy para la cultura negra, fue la desposesión y control por los blancos de las formas negras que no recuperaron por largo tiempo". No obstante, las imitaciones de Juba de grandes intérpretes blancos reafirmaba su gran maestría en todos los estilos existentes del baile Blackface. También creó la idea de que era un medio artístico digno de imitación. James W. Cook escribe, "en cierto sentido, el baile de imitación servía como acto potente de desafío de alguien que, típicamente, habría carecido de cualquier medio más amplio de representación".
Los bailarines empezaron a reconocer a Juba como el mejor, y su fama se disparó. Por 1845, era tan conocido que ya no tenía que disfrazarse como un actor blanco de minstrel sobre el escenario. Viajó por toda Nueva Inglaterra con los Georgia Champion Minstrels en 1844. La publicidad anunciaba "La Maravilla del Mundo Juba, reconocido por ser el Bailarín más Grande en el Mundo. Habiendo bailado con John Diamond en el Chatham Teather por $500, y en el Bowery Teather por la misma cantidad, se estableció como el Rey de Todos los Bailarines. No se puede formar una concepción de la variedad de hermosos e intrincados pasos que exhibe con facilidad. Deberá ver para creer."
En 1845, Juba comenzó a viajar con los Ethiopian Minstrels. El grupo lo destacaba sobre sus cuatro miembros blancos, algo sin precedentes para un intérprete negro. En 1846, Juba realizó una gira con los White Serenaders, bajo la tutela de Charles "Charlie" White, un bailarín y tocador de pandereta, al menos hasta 1850. Interpretó un personaje llamado Ikey Vanjacklen, "el chico del barbero" en una pieza titulada "Going for the Cup, or, Old Mrs. William's Dance, una de las primeras escenas minstrel conocidas. Se centra en la danza de Juba en competencia y exhibición. La trama sigue a dos personajes intentando amañar un concurso de baile enjabonando el piso de manera que todos los competidores se caigan excepto Ikey, y apuestan por Vanjacklen, pero al final, el juez roba el dinero.

## Visita europea

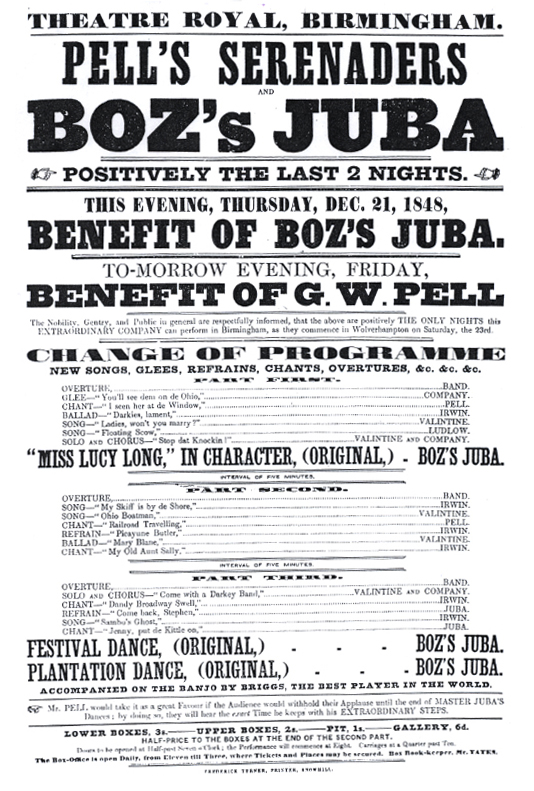
Folleto de los Pell Serenaders, con quien Boz Juba actuaba en 1848.

En 1848, un bailarín presentado como "Boz Juba" actuó en Londres, Inglaterra. Era miembro de los Ethiopian Serenaders, un grupo blackface de minstrel bajo el liderazgo de Gilbert W. Pell (o Pelham). La compañía había actuado en Inglaterra dos años antes, cuando habían hecho el minstrelsy aceptable a las audiencias británicas de clase media adoptando refinamientos como ropa formal (en Estados Unidos los actores de minstrel imitaban los pobres y raídos atuendos de los esclavos). Con Boz Juba como su miembro más reciente, la compañía visitó salas de conferencia y teatros en las islas británicas durante dieciocho meses.
La identidad de Boz Juba está en duda. "Boz" era un seudónimo utilizado por Dickens. Los Ethiopian Serenaders citaban las American Notes de Dickens en sus comunicados de prensa, y The Illustrated London News consideraba al bailarín negro la misma persona que el escritor había visto en Nueva York en 1842. Dickens nunca refutó tales reclamaciones. No obstante, las reclamaciones de los Serenaders eran promocionales, y Dickens podía no recordar con exactitud al bailarín que había visto en Five Points. Escritores de la época y posteriores generalmente han identificado a Boz Juba como la misma persona que Dickens vio durante su visita a Nueva York y que bailó contra Diamond.
Boz Juba parece haber sido un miembro pleno de la Pell troupe. Llevaba maquillaje blackface y bailaba con el Señor Tambo (un tocador de pandereta) opuesto al Señor Pell (con las castañuelas). Cantaba canciones minstrel estándar, como "Juliana Johnson" y "Come Back, Steben", y actuaba en bocetos y concursos de "acertijos". A pesar de este nivel aparente de integración en el acto, los anuncios del grupo muestran el nombre de Juba aparte de los de los otros miembros. Los Serenaders viajaron por toda Gran Bretaña y actuaron en locales como los Vauxhall Gardens. La visita terminó en 1850. Su periplo de dieciocho meses fue el más largo de un grupo de minstrel de gira británica en aquel tiempo. Juba y Pell luego se unieron al grupo del hermano de Pell, Richard Pelham. La compañía fue rebautizada G . W. Pell Serenaders.

Juba fue el intérprete más descrito en Londres durante el verano de 1848, una hazaña nada fácil considerando el elevado número de competidores. Fue favorito de la crítica, con comentaristas alabándolo como a los bailarines de ballet populares. Aquel agosto, el Theatrical Times escribió, "Las actuaciones de este joven están muy por encima de las actuaciones comunes de los montañeses que imitan el carácter estadounidense y Negro; existe una idealidad en sus esfuerzos inmediatamente grotesca y poética, sin perder de vista la realidad de la representación." Un recorte anónimo de la temporada de 1848 dice,
"El baile de Juba supera todo lo que se haya visto en Europa ... El estadounidense Juba ha atraído audiencias inmensas durante algunos años desde que ha aparecido. Es bastante joven, tiene solo diecisiete años. El señor Dickens, en su 'Notas americanas' da una descripción gráfica de este joven extraordinario, que, no dudamos, antes de que hayan transcurrido muchas semanas, tendrá el honor de mostrar sus logros de danza en el Palacio de Buckingham."
Un crítico escribió, "Juba es un músico, además de bailarín. Para él, la administración intrincada de la pandereta nigger está limitada, y a partir de ella produce armonías maravillosas [sic]. Casi cuestionamos si, en una emergencia grande, no pueda tocar una fuga con ella". Su única crítica negativa conocida durante su visita británica procede de The Puppet-Show el 12 de agosto de 1848:
"La característica principal en los entretenimientos en Vauxhall es Juba: como tal al menos lo proponen los propietarios —o más bien lo ponen primero. Como un cumplido a Dickens, a este extraordinario nigger se lo llama 'Boz' Juba', a consecuencia, creemos, que el popular escritor dijo buenas palabras de él en sus 'Notas americanas': con este principio podríamos mencionar a las pulgas industriosas como listas sin tener pequeños animales talentosos por todas partes de Londres bajo el patronazgo agobiante del showman. El talento de Juba consiste en caminar por el escenario con aire de satisfacción y girando los dedos de los pies; en saltar hacia atrás con menos gracia de lo que podríamos haber concebido posible; y en sacudir sus muslos como un hombre afligido con parálisis. Hace un terrible estruendo con sus pies, no debido tanto a su actividad como a la estupidez de su fabricante de botas, que le ha proporcionado un par de Wellingtons lo suficientemente grandes para los pies y piernas de todos los etíopes de Londres: además de esto, a veces se mueve sobre el escenario de rodillas, como si estuviera rezando para ser dotado de inteligencia, y tenía crédito ilimitado con su sastre. Como último recurso, se cae al suelo ..."
La pieza continúa describiendo a un hombre borracho que el crítico vio después de la actuación de Juba:
"Cuando lo vimos otra vez estaba trabajando (como un caballo— o, mejor, un asno) bajo la influencia del champán. Entendimos que imitaba a Juba, y se comportaba de manera tan ridícula que se puede decir que de hecho lo superó."
El trabajo de Juba con Pell le hace el primer intérprete negro conocido en ir de gira con una compañía blanca de minstrel. Los estudiosos discrepan sobre la razón. La historiadora de la danza Marion Hannah Winter argumenta que Juba sencillamente tenía demasiado talento como para pasarlo por alto. El historiador de la danza Stephen Johnson considera el talento de Juba menos central en el asunto, y enfatiza el elemento de exotismo y exhibición en la gira. Durante el mismo periodo, exhibiciones de familias árabes, bosquimanas, Kaffir, zulúes, y de guerreros Ojibwa aparecieron en Londres. Un recorte en The Manchester Guardian dio una descripción casi antropológica de Juba, inaudita en otros intérpretes:
"Pero la gran característica del entretenimiento, y lo que imaginamos atrajo la gran y respetable audiencia presente, fue indudablemente el "Maestro Juba," el inmortalizado Boz. Este "fenómeno" (como los folletos le describen) es un cobrizo devoto de Terpsícore— el Monsieur Perrot de la vida negra en los estados del sur; y posee la atracción adicional de ser un "nigger verdadero" y no un "simulacro" como sus asociados vocales. Aparentemente tiene unos dieciocho años de edad; aproximadamente 5 pies 3 pulgadas de altura; de constitución esbelta, aunque poseyendo gran actividad muscular. Su cabeza es muy pequeña, y su rostro cuando descansa, tiene una expresión bastante suave, tranquila, en absoluto desagradable."
La publicidad de Pell insistía repetidamente en que el baile de Juba era auténtico, y los críticos parecen haberle creído. El mismo crítico de Mánchester remarcó que los bailes de Juba "ilustraban los bailes de las personas sencillas en sus propias ocasiones festivas". Las pocas críticas de Juba como solista después de su visita con Pell (y por tanto fuera del modo exhibicionista) son más negativas. El estudioso del baile Thomas DeFrantz ha dicho que la figura de Juba "amortiguó asociaciones entre el potente cuerpo negro en el escenario y el preferido más impotente del esclavo diario". El estudioso de estudios afroamericanos Maurice O. Wallace añade que Juba fue un ejemplo de cómo "aquellas estrategias de desempeño cultural negro ... se han unido históricamente para dar forma al sujeto negro masculino en contextos eurocéntricos". Sin embargo, Wallace advierte que para cuando Juba llegó a Londres, él había "[trascendido] la mirada racial" y era visto primero como bailarín y luego como hombre negro.

## Carrera y vida más tardías
El último registro conocido de Juba le coloca en la City Tavern en Dublín, Irlanda, en septiembre de 1851: "Boz Juba aparece aquí todas las noches y es bien recibido". Un intérprete conocido como Jumbo es informado como habiendo muerto dos semanas más tarde en Dublín. La historiadora Marian Hannah Winter dijo que Juba murió en 1852 en Londres. Más de treinta años después, el historiador de teatro T. Allston Brown escribió que Juba "casado demasiado tarde (y con una mujer blanca además), murió temprano y miserable." En una nota dirigida a Charley White, Juba le informó que, cuando volviera a ser visto por él [White], estaría montado en su propio carruaje. Se dice que en 1852 su esqueleto, sin el carruaje, estaba en exposición en la Surrey Music Hall, en Sheffield, Inglaterra." Mahar ha dado la fecha de 1853. Estaba a finales de la veintena por entonces.
El 3 de febrero de 1854 es la fecha aceptada por el Oxford Dictionary of National Biography, cuya entrada sobre Juba le identifica con un "Bois Juba" cuya muerte ese día fue registrada en Liverpool, y sugiere que el nombre "Bois Juba" es un error de transcripción probable para "Boz Juba", el sobrenombre por el que Juba era más conocido en Inglaterra. Señala otros detalles biográficos dados en el certificado de muerte - que el difunto era un músico nacido en los Estados Unidos, de treinta años de edad - lo que corresponde con Juba. "Bois Juba" murió de fiebre en la Brownlow Hill Infirmary en Liverpool, y fue enterrado el 6 de febrero de 1854 en la parte libre del cementerio de la iglesia cercana de St Martin.
Esta iglesia, bombardeada durante la Segunda Guerra Mundial, fue más tarde derribada, y a pesar de que los entierros fueron reenterrados en la iglesia de St Mary, en Walton-on-the-Hill la ubicación exacta de la tumba de Juba es por tanto desconocida.
La causa de muerte es asunto de especulación. Winter citó su "casi sobrehumano programa" que "quemó sus energías y salud" como culpable. Suponiendo que todos los Jubas mencionados sean la misma persona, el registro sugiere que Juba trabajó día y noche durante once años— de 1839 a 1850. Especialmente en sus primeros días, Juba trabajó solo a cambio de alimento, y se le habría servido la comida de taberna típica de la época, anguilas fritas y cerveza. Un programa tan exigente, combinado con comida pobre y poco sueño, probablemente condenó a Juba a su temprana muerte.

## Estilo

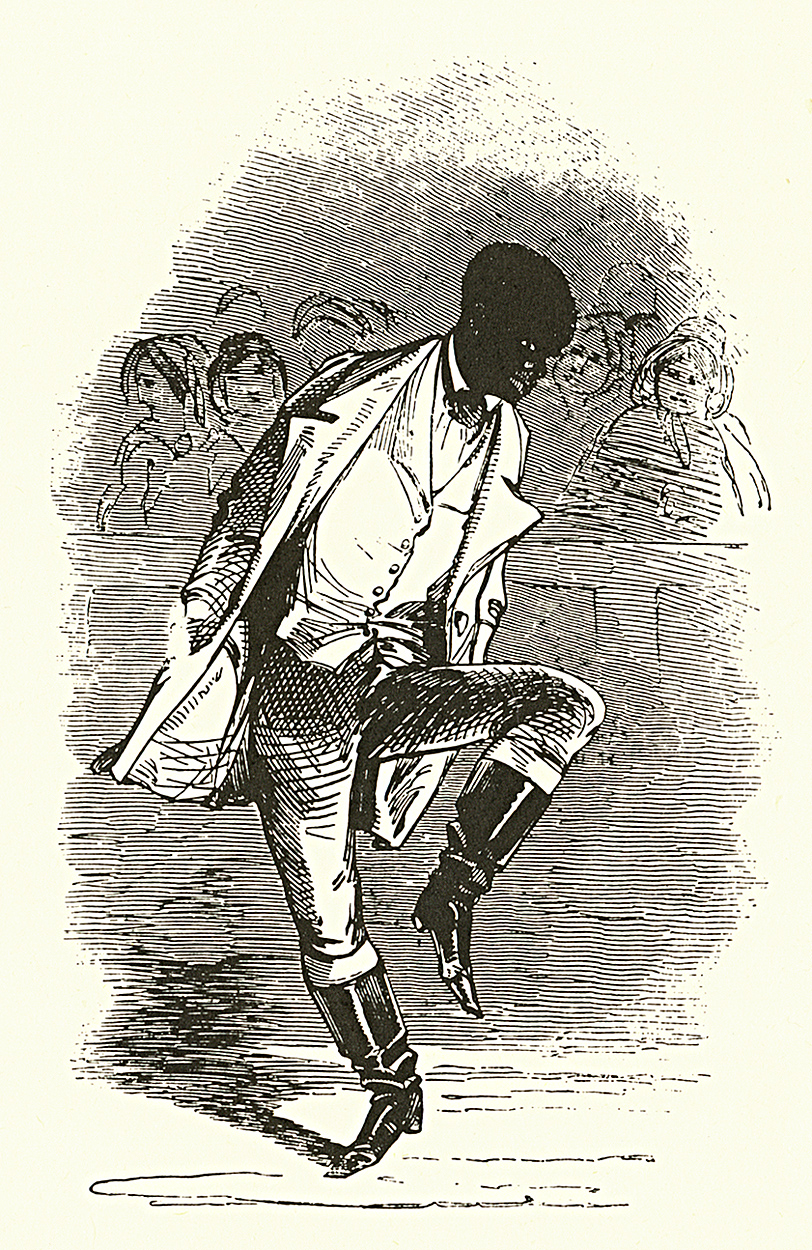
Grabado en madera de Juba en el The Illustrated London News, 5 de agosto de 1848.

Los folletos cuentan, en términos generales, qué hacía Juba durante sus actuaciones. Ninguna descripción conocida del baile de Juba fue escrita por alguien de su misma raza, clase, o profesión. Aunque claramente era un bailarín notable, es imposible obtener conocimiento preciso de su estilo y técnica, o del grado en que difería de sus en gran parte olvidados contemporáneos negros. Las fuentes carecen de puntos precisos de comparación. Las más detalladas provienen de críticos británicos, para quienes Juba era una novedad mayor que para los estadounidenses. Estos escritores procedían de la audiencia blanca y de clase media británica. Otras descripciones proceden de material promocional por lo que no puede confiarse que sean objetivas. Juba fue descrito como "bailarín de jiga" palabra con connotaciones de danza folclórica irlandesa pero entonces en proceso de cambiar para abarcar también baile negro. La jiga irlandesa era común en la época, su hábil improvisación ejecutándola puede explicar la rápida atención que Juba recibió.
Estas cuentas ofrecen sólo descripciones coreográficas ambiguas. Mientras a menudo ofrecen detalles exactos, también se contradicen. Algunos intentan una precisión casi científica, mientras otros enfatizan la imposibilidad de describir el estilo de Juba. Todos coinciden en su tempo y tono variado, bien cronometrado, percusivo, y expresivo.

Como miembro integral de troupes de gira, ejecutaba con los Ethiopian Serenaders de Pell "festivales" y "bailes de plantación" en atuendo formal con Thomas F. Briggs. Acompañado del banjo, bailaba travestido para actuar en el papel de Lucy Long en la canción homónima, cantada por Pell. Hay poca evidencia que indique si Juba actuaba entonces con un estilo sexual o burlesque. Una revisión procedente de Mánchester, Inglaterra, implica que sí:
"Con el más encantador sombrero y velo, un vestido muy rosado, con volantes en la cintura, calzones de encaje de la más inmaculada blancura, y botas de cuero rojo,— el atuendo completado por un parasol verde y un pañuelo de bolsillo blanco de Cambray— Maestro Juba ciertamente miraba a la demoiselle negra con la ventaja más grande. La música y la canción de los serenaders con una versión bien conocida de una cancioncilla negra, acompañaron la actuación de Juba, la cual fue de esta manera:-un paseo en círculo a la izquierda con unas cuantas barras, otra vez de frente a la audiencia, entonces comenzó una serie de pasos, los cuales desconciertan a la descripción, por su número, rareza, y la rapidez con que fueron ejecutados ... El paseo entonces se repitió; entonces más danza; y así, hasta el final de la canción."

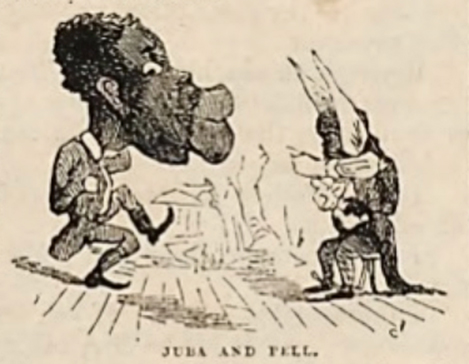
Una caricatura de Juba y Pell de 1848 muestra a Juba en una pose de baile característica.

Las imágenes conservadas de Juba ofrecen más pistas. Dos representaciones, de una revisión de Juba en los Vauxhall Gardens, publicadas en el The Puppet-Show, el 12 de agosto de 1848, muestran un hombre borracho imitando la actuación de Juba; parece hacer un paseo, su pierna chutando alto, su sombrero en el brazo extendido. Otra caricatura de Juba le muestra con las rodillas dobladas y las piernas extendidas, una pierna preparada para aterrizar fuerte en el piso; los brazos encogidos. La imagen más común de Juba, originalmente del 18 de junio de 1848, en una edición de The Era, le muestra en una posición similar, pero con las manos en los bolsillos. Una noticia británica, en el The Illustrated London News del 5 de agosto de 1848, está acompañada por una ilustración de Juba actuando en lo que parece una jiga.

## Legado e historiografía

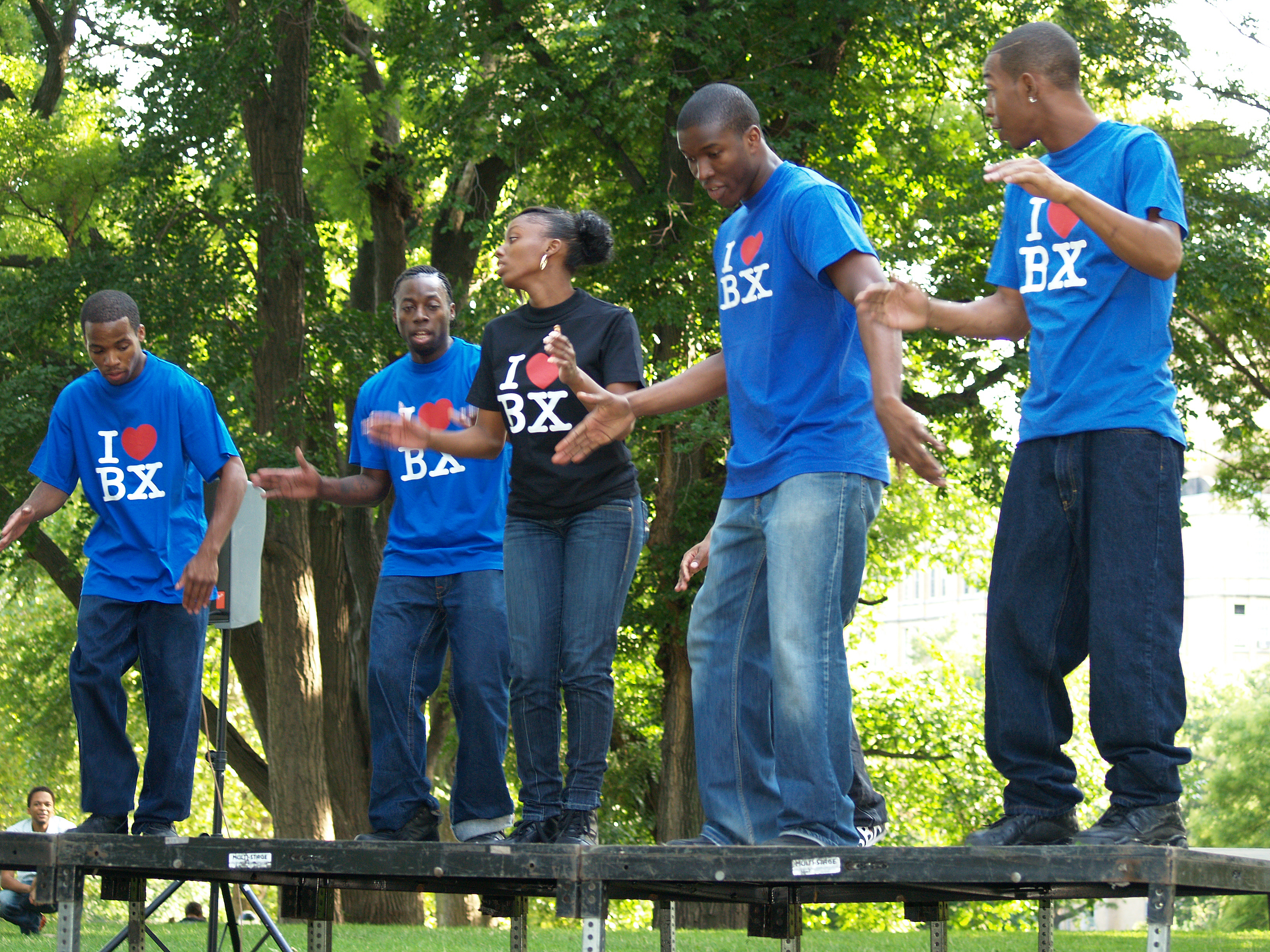
Juba probablemente influyó en el desarrollo de formas de baile moderno, como la step dancing.

Los términos juba dancer y juba dancing se popularizaron en los teatros de variedades después del Maestro Juba. Actores, minstrels, y payasos británicos se inspiraron en Juba y otros minstrels adoptaron el blackface y realizaron bailes similares a los de Juba interpretando un personaje teatral llamado "Gay Negro Boy". El personaje se extendió a Francia (desde 1860) y Bélgica (desde 1865) cuando los circos británicos viajaron allí. Los elementos de estos bailes todavía podían encontrarse entre los payasos de cara blanca británicos tan tarde como en los años 1940. La recepción de Juba en Mánchester puede haber presagiado el estado posterior de la ciudad como centro de la danza en el Reino Unido. Menos afortunadamente, Juba reforzó la caricatura racista del negro naturalmente musical entre las audiencias blancas.
Mientras el nombre Juba pasó a la historia del baile, durante muchas décadas no lo hizo el hombre. William Henry Lane considerado a la vanguardia del entretenimiento blackface minstrelsy, murió en 1854 en una workhouse en Liverpool, de fiebre. 90 años después de su muerte, Juba estaba en gran parte olvidado por bailarines e historiadores, apareciendo solo brevemente, en citas racistas en historias del minstrelsy. Stephen Johnson afirma que esto indica que artistas blancos e historiadores conscientemente minimizaron la importancia de Juba, o consideraron sencillamente que no fue tan influyente. Incluso los historiadores negros ignoraron a Juba hasta mediados del XX, prefiriendo centrarse en un contemporáneo suyo más mayor y evidentemente respetable, Ira Aldridge, un actor afroamericano que destacó sobre los escenarios europeos.
En 1947, la bailarina e historiadora de la cultura popular Marian Hannah Winter inició la resurrección de la reputación de Juba con su artículo "Juba and American Minstrelsy". Juba, según Winter, superó los obstáculos de raza y clase social para triunfar como bailarín profesional. Winter fue la primera en escribir sobre Juba como el hombre que introdujo elementos de baile africano en el léxico occidental fomentando así la creación de un auténtico lenguaje estadounidense de danza distintivo. Juba, según Winter, reclamó los elementos afroamericanos que habían sido robados por la cultura racista de los Estados Unidos del siglo XIX y, en el proceso, inventó el baile de claqué.
Cuando Winter escribió su artículo, había pocos estudios sobre la cultura afroamericana, la historia del baile, o el minstrelsy. Basó su artículo en, como máximo, seis fuentes. Empero, los escritores posteriores han aceptado en gran parte y repetido su tesis. Aun en 1997, el musicólogo Dale Cockrell escribió que "el mejor tratamiento de Juba, aunque esté lleno de errores, es el de Winter en 1948". La opinión de Winter de que Juba fue el " intérprete individual más influyente de la danza estadounidense del siglo XIX" es ahora el consenso. Su carrera muestra de hecho que personas negras y blancas colaboraron en la expansión del blackface minstrelsy.
Estudiosos en las décadas posteriores han señalado repetidamente a Juba como el progenitor del baile de claqué y, por extensión, del step dance. Winter escribió que "el repertorio de cualquier bailarín de claqué actual contiene elementos establecidos teatralmente por él". El bailarín Mark Knowles ha repetido esta aserción, llamando a Juba el "primer bailarín de claqué real de América". La historiadora de la música Eileen Southern le llama el "principal profesional negro de minstrel del periodo antebellum (y) un enlace entre el mundo blanco y el material de fuentes negras auténticas". Los estudiosos consideran a Juba como el primer afroamericano en insertar aspectos de la cultura negra auténtica en el teatro y baile estadounidenses. Juba aseguró que el baile blackface fuera más auténticamente africano que otros elementos del espectáculo minstrel. Wallace ha ido tan lejos como llamar a Juba "el pater alios de la historia del baile masculino negro, y el iniciador y determinante en su forma la cual muestra una expresión visible de la difícil dialéctica de la masculinidad negra". Johnson, aun así, ha advertido contra esta interpretación. Su lectura de las fuentes primarias ve más evidencia de simple excentricidad en el baile de Juba que de un proto-claqué o jazz.